# ピンクのバンビ
『ピンクのバンビ』（ピンクのバンビ）は、新谷良子の1枚目のミニアルバム。2003年3月7日にLantisから発売された。

## 概要
テレビアニメ「ギャラクシーエンジェル」のアルバム未収録ヴォーカル曲を集めた、レア・トラック満載のヴォーカルベストアルバム!!ギャラクシーエンジェル」ヒロイン、ミルフィーユ・桜葉役を演じる人気声優・新谷良子が遂にソロデビュー!! 数々のキャラクターソングで表現してきたアニメの世界観とはひと味違う、ポップなギターを中心としたガールズバンドや、パンキッシュなサウンドの楽曲により、本人の持つ新たな魅力を最大限に発揮!! また、「ギャラクシーエンジェル」ミルフィーユ・桜葉のキャラクターソング「LUCKY GIRL」をセルフカバーで追加収録。

## 収録曲
1. ピンクのバンビ
作詞：しんたにりょーこ、作曲・編曲：R・O・N
2. まったりな昼下がり
作詞・作曲：ゆうまお、編曲：飯塚昌明
3. LUCKY GIRL（Self Covered）
作詞：高柳恋、作曲：小泉誠司、編曲：飯塚昌明
4. DEAR FRIENDS
作詞・作曲・編曲：Funta
5. 天使の涙
作詞：しんたにりょーこ、作曲：清水永之、編曲：日比野元気
6. 秋の空
作詞・作曲・編曲：Funta